# C'mon C'mon
Albums de Sheryl Crow
Sheryl Crow and Friends: Live from Central Park
(1999) The Very Best of Sheryl Crow
(2003)
C'mon C'mon est le nom du quatrième album en studio de Sheryl Crow. Il est sorti en 2002 et a été édité sous le label Interscope Records. L’album engrangea un Grammy Award en 2002 (meilleure performance vocale rock féminine pour la chanson Steve McQueen).

## Titres de l’album
| No  | Titre                                                                                                  | Auteur                    | Durée |
| --- | --- | ------------------------- | ----- |
| 1.  | Steve McQueen                                                                                          | Sheryl Crow, John Shanks  | 3:25  |
| 2.  | Soak Up the Sun                                                                                        | Crow, Jeff Trott          | 4:52  |
| 3.  | You're an Original                                                                                     | Crow, Trott               | 4:18  |
| 4.  | Safe and Sound                                                                                         | Crow                      | 4:32  |
| 5.  | C'mon, C'mon                                                                                           | Crow                      | 4:45  |
| 6.  | It's So Easy                                                                                           | Sheryl Crow, Kathryn Crow | 3:24  |
| 7.  | Over You                                                                                               | Crow                      | 4:38  |
| 8.  | Lucky Kid                                                                                              | Crow, Trott               | 4:02  |
| 9.  | Diamond Road                                                                                           | Crow, Marti Frederiksen   | 4:09  |
| 10. | It's Only Love                                                                                         | Crow                      | 5:05  |
| 11. | Abilene                                                                                                | Crow, Trott               | 4:05  |
| 12. | Hole in My Pocket                                                                                      | Crow, Peter Stroud        | 4:37  |
| 13. | Weather Channel                                                                                        | Crow                      | 4:40  |
| 14. | Missing (Piste « bonus » sur les éditions brésilienne, australienne, allemande, anglaise et japonaise) |                           |       |
| 15. | I Want You (Piste « bonus » sur les éditions anglaise et japonaise)                                    |                           |       |
| 16. | You're Not the One (Piste « bonus » sur l’édition japonaise)                                           |                           |       |